# Noir d'aniline
Le noir d'aniline (Colour Index PBk1) est un pigment azinique synthétique développé au XIXe siècle à base d'aniline, servant dans la fabrication des peintures et des encres dans les cas où le noir de carbone n'est pas bien adapté, comme pour la réalisation de noirs neutres et profonds dans les peintures d'instruments de musique ou d'optique (PRV).
Le noir d'aniline est soluble dans les alcools, mais pas dans l'eau.

## Histoire
Les chimistes Carl Alexander von Martius (de) et Lightfoot fabriquèrent le premier noir d'aniline par action directe sur la fibre de coton en 1863. On imprègne ou on imprime le tissu d'un liquide incolore ; la réaction qui donne le colorant a lieu dans la fibre.
Le manuel Roret du fabricant de couleurs et de vernis mentionne le noir d'aniline avec un procédé de Perkin en 1862.
En 1889 Emilio Nölting (1851-1922) publie à Mulhouse une Histoire scientifique et industrielle du noir d'aniline.

### Liens
- Société chimique de France, « Aniline » (consulté le 22 juillet 2019)